# Stefania (Łódź)
Pour les articles homonymes, voir Stefania.
Stefania (prononciation [stɛˈfaɲa]) est une localité de la gmina de Kodrąb , du powiat de Radomsko, dans la voïvodie de Łódź, située dans le centre de la Pologne.
Elle se situe à environ 4 kilomètres (km) au sud de Kodrąb (siège de la gmina), 12 kilomètres à l'est de Radomsko (siège du powiat) et 81 kilomètres au sud de la capitale régionale Łódź (capitale de la voïvodie).

## Administration
De 1975 à 1998, la localité était attachée administrativement à l'ancienne voïvodie de Piotrków.

Depuis 1999, elle fait partie de la nouvelle voïvodie de Łódź.